# Kantongerecht Nijmegen

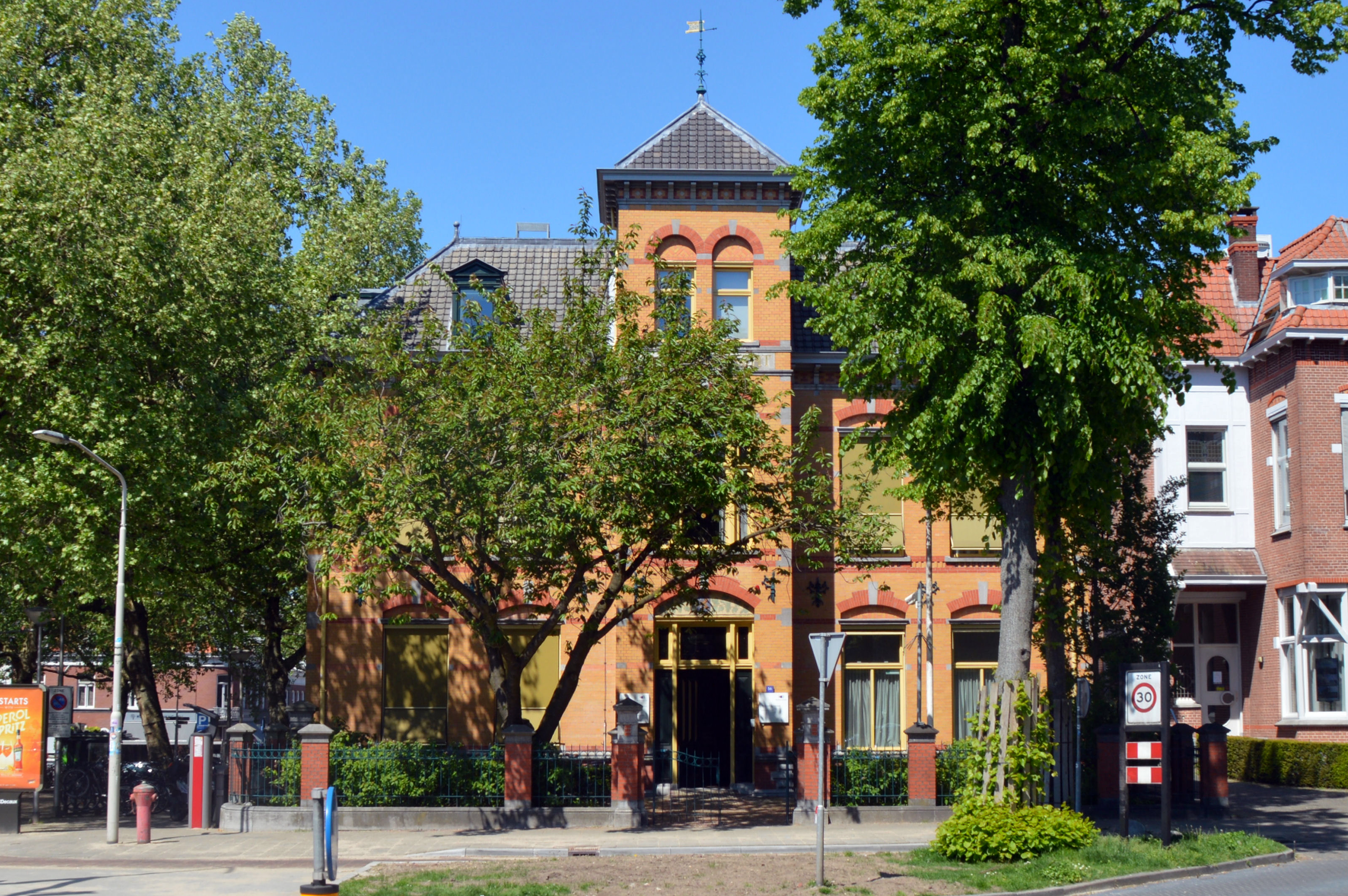
Kantongerecht Oranjesingel 56 Nijmegen

Het kantongerecht Nijmegen was van 1838 tot 2002 een van de kantongerechten in Nederland. Na het afschaffen van het kantongerecht als zelfstandig gerecht bleef Nijmegen zittingsplaats voor de sector kanton van de rechtbank Arnhem. Het gerecht kreeg in 1906 een eigen gebouw, ontworpen door W.C. Metzelaar. Het gebouw is rijksmonument. Nijmegen blijft ook na 2013 zittingsplaats.